# Nederlandse Wereldwijde Studenten
Die Nederlandse Wereldwijde Studenten (auf Deutsch: Niederländische Studenten Weltweit), abgekürzt NWS, ist eine niederländische Studentenorganisation. NWS bildet ein weltweites Netzwerk für alle niederländischen Studenten, die ehemals, aktuell oder zukünftig an einer Universität oder Fachhochschule im Ausland eingeschrieben sind. Es bildet ein Forum für gemeinsame Aktivitäten und soll mit Regierung, Privatsektor und Gesellschaft der Niederlande zusammenarbeiten.
NWS Clubs machen einen Großteil des NWS Netzwerks aus. Sie organisieren lokale Aktivitäten, borrels  und niederländische gezelligheid an den Unis außerhalb der Niederlande. NWS Clubs sind unter anderem an den Universitäten Harvard, Caltech, Cornell, New York University, Paris, Oxford, Cambridge, LSE in London, dem Europäischen Hochschulinstitut in Florenz, und dem Europakolleg in Brügge aktiv.
Zusätzlich unterhält NWS im Internet eine Datenbank mit den Details aller niederländischen Studenten, die aktuell oder ehemals an einer ausländischen Universität eingeschrieben sind. Dieses Netzwerk bietet seinen Teilnehmern Zugang zu Kontakten vor Ort, Informationen und Auskünften zu Studiengängen und Ländern, um so ein Studium im Ausland oder die Rückkehr in die Niederlande zu unterstützen und zu erleichtern.
NWS wurde 2007 von und für Studenten ins Leben gerufen und wird ausnahmslos von Ehrenamtlichen betrieben. Es erhält Unterstützung von Nuffic, DUO und mehreren niederländischen multinationalen Unternehmen. NWS’ Gründungspartner ist ABN AMRO.